# Eskovia mongolica
Eskovia mongolica là một loài nhện trong họ Linyphiidae.
Loài này thuộc chi Eskovia. Eskovia mongolica được Yuri M. Marusik & Michael Ilmari Saaristo miêu tả năm 1999.